# Carnegiea
Carnegiea  — монотипний рід кактусів триби Pachycereeae. Єдиний вид — Карнегія гігантська (Carnegiea gigantea), або Сагуаро.(ісп. Saguaro), рослина розміром із дерево, що росте в Мексиці, Каліфорнії та Аризоні.

## Етимологія
Рід названий на честь Ендрю Карнеґі (1835—1919), американського підприємця, сталепромисловця і мультимільйонера, а також відомого філантропа. Вернакулярна назва Сагуаро прийшла в англійську мову з мови майо за посередництва іспанської.

## Біологічний опис

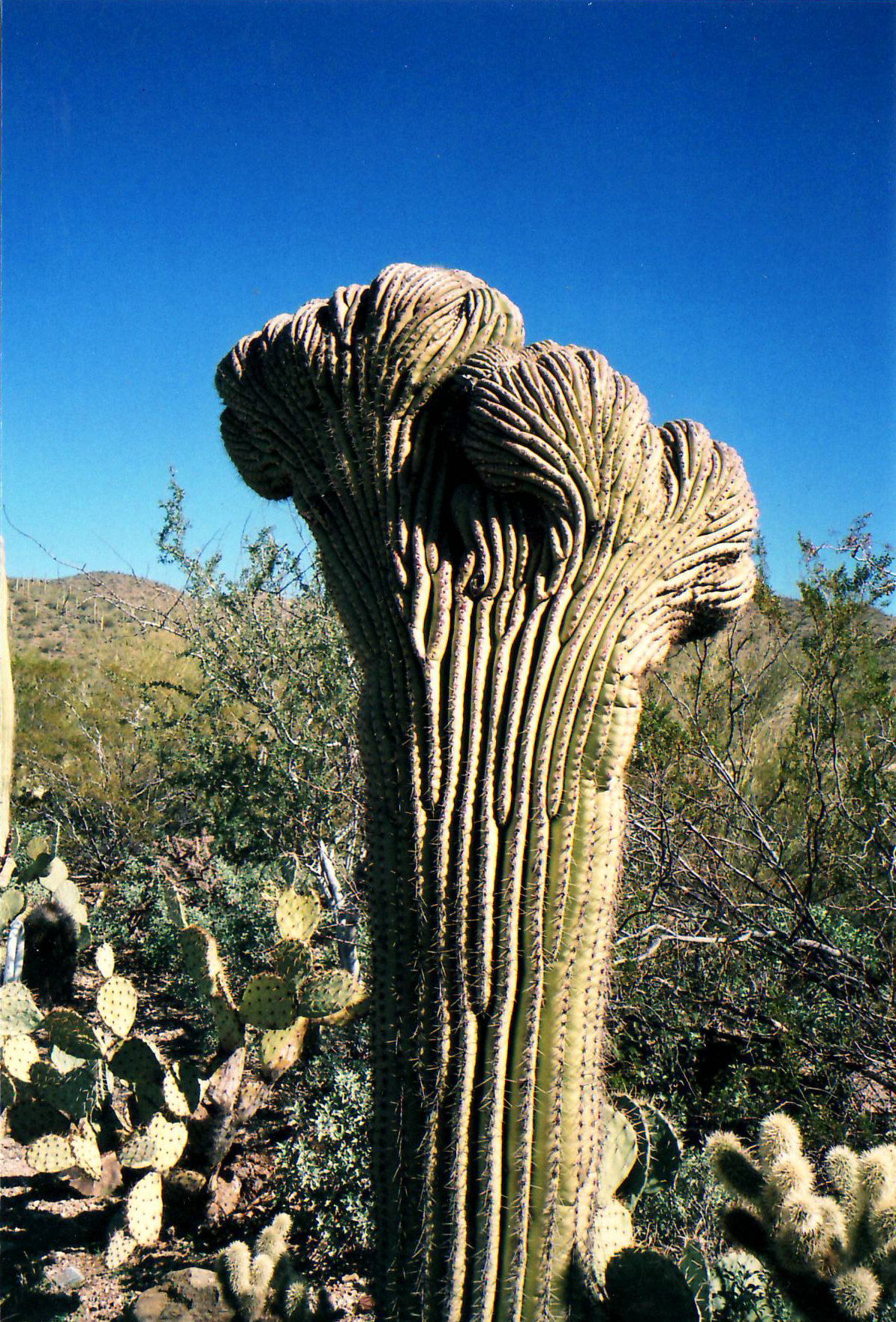
Деякі сагуаро ростуть у вигляді «гребеня» через фасціацію, а не через бокові відростки

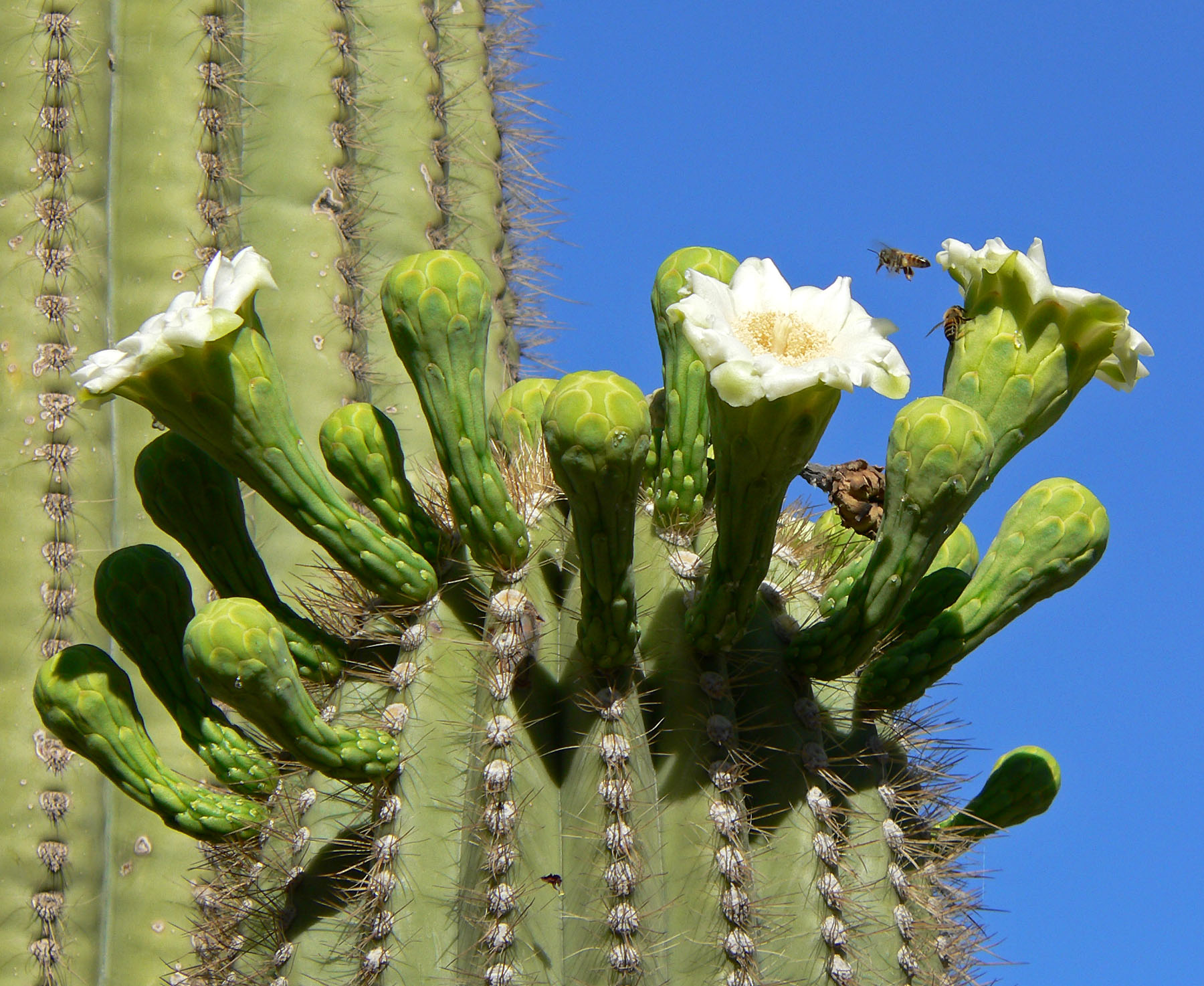
Вершечок розквітлого пагона

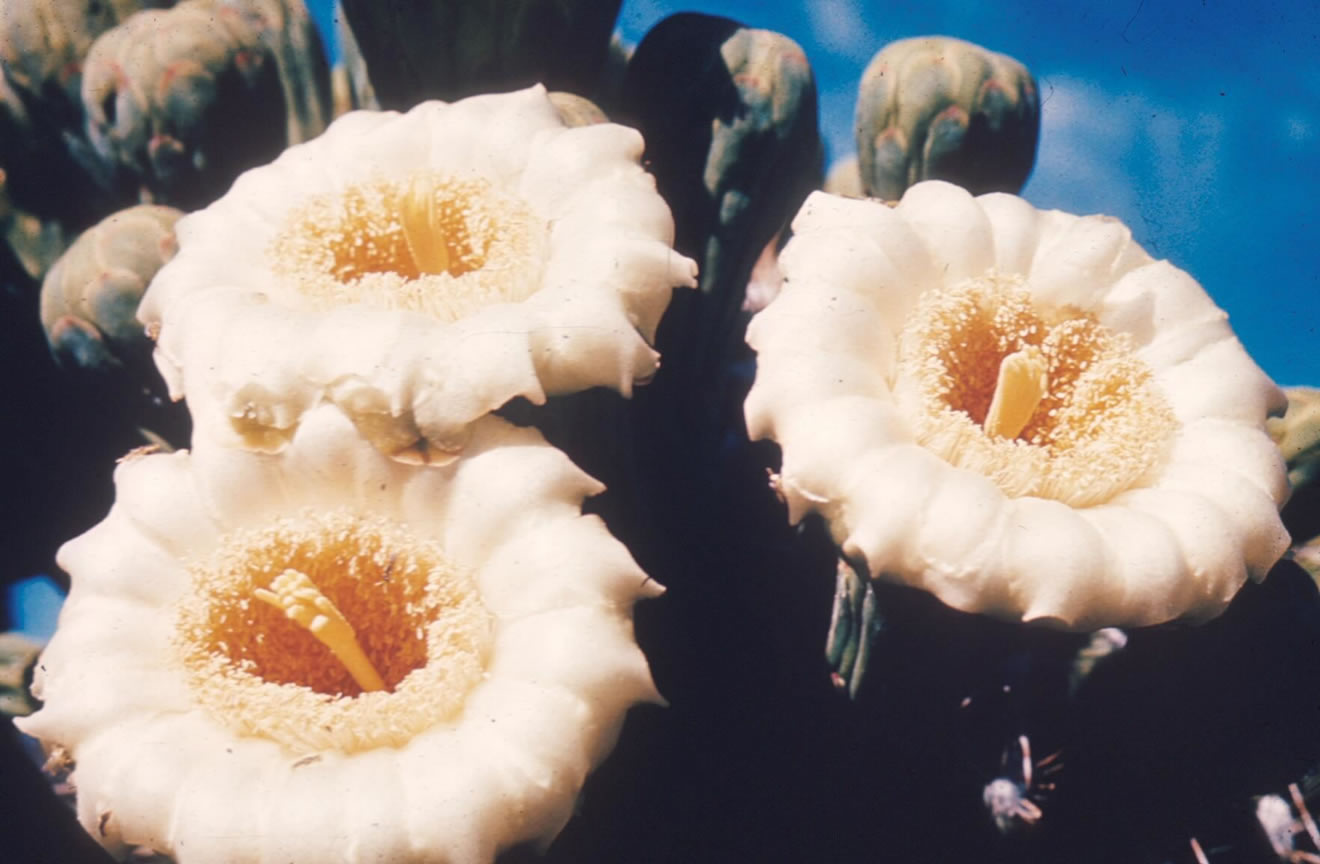
Квітки кактуса

Сагуаро мають відносно довгу тривалість життя. Перший боковий відросток може вирости у віці від 75 до 100 років, але в деяких він ніколи не виростає. Такі сагуаро називаються списами.
Швидкість росту рослин сильно залежить від атмосферних опадів; сагуаро в сухішій західній Аризоні ростуть удвічі повільніше, ніж в Тусоні. Деякі екземпляри доживають до 150 років; найбільш відомим із них є Чемпіон Сагуаро, що росте в Марікопі заввишки 13,8 м. Ці кактуси ростуть повільно з насіння й ніколи з відростків. Коли вони вбирають дощову воду, то можна побачити неозброєним оком збільшення їхнього розміру. Потім вони повільно споживають цю воду.

## Поширення та екологія
Батьківщиною цієї рослини є пустеля Сонора в Аризоні, штат Сонора в Мексиці, гори Віппі та округ Імперіал в Каліфорнії.